# French Championships de 1962 - Duplas mistas
A competição Roland-Garros de 1962 - Duplas mista foi realizada entre tenistas amadores e as partidas disputadasentre os dias 21 de maio a 4 de junho de 1962.

## Vencedores
| Categoria    | Vencedore(s)                      | Vencedore(s)              | Resultados    | Finalista(s)                     | Finalista(s)          |
| ------------ | --------------------------------- | ------------------------- | ------------- | -------------------------------- | --------------------- |
| Duplas mista | Renee Schuurman Haygarth Bob Howe | África do Sul · Austrália | 3-6, 6-4, 6-4 | Lesley Turner Bowrey Fred Stolle | Austrália · Austrália |